# 1999-es Teen Choice Awards
Az 1999-es Teen Choice Awards az 1998-as év legjobb filmes, televíziós és zenés alakításait értékelte. A díjátadót 1999. augusztus 1-én tartották a kaliforniai Barker Hangarban, a műsor házigazda nélkül zajlott le. A ceremóniát a Fox televízióadó közvetítette élőben.

## Győztesek és jelöltek

### Filmek
Forrás:
| Legjobb színész | Legjobb színésznő |
| --- | --- |
| - Freddie Prinze Jr. – A csaj nem jár egyedül - Ben Affleck – Armageddon - Matt Damon – Pókerarcok - Ryan Phillippe – Kegyetlen játékok - Giovanni Ribisi – Drogosztag - Adam Sandler – A vizesnyolcas - Will Smith – A közellenség - Ben Stiller – Keresd a nőt!                                                                                           | - Jennifer Love Hewitt – Még mindig tudom, mit tettél tavaly nyáron - Drew Barrymore – A bambanő - Claire Danes – Drogosztag - Cameron Diaz – Keresd a nőt! - Kirsten Dunst - Gwyneth Paltrow – Szerelmes Shakespeare - Christina Ricci - Reese Witherspoon – Kegyetlen játékok                    |
| Legjobb filmdráma | Legjobb vígjáték |
| - Kegyetlen játékok - A közellenség - Örökkön-örökké - Októberi égbolt - Pleasantville - Star Wars I. rész – Baljós árnyak - Édesek és mostohák - Prérifarkas Blues | - Keresd a nőt! - 10 dolog, amit utálok benned - Gimiboszi - A bambanő - Patch Adams - Szerelmes Shakespeare - A csaj nem jár egyedül - A vizesnyolcas |
| Legidegesítőbb karakter | Legjobb áttörő alakítást nyújtó színész |
| - Sarah Michelle Gellar – Kegyetlen játékok - Chris Cooper – Októberi égbolt - Anjelica Huston – Örökkön-örökké - Andrew Keegan – 10 dolog, amit utálok benned - Mike Myers – KicsiKÉM – Austin Powers 2. - Ray Park – Star Wars I. rész – Baljós árnyak - Ryan Phillippe – Kegyetlen játékok - Matthew Settle – Még mindig tudom, mit tettél tavaly nyáron | - James Van Der Beek – Prérifarkas Blues - Clea DuVall – Faculty - Az invázium - Jake Gyllenhaal – Októberi égbolt - Natasha Lyonne – Beverly Hills csórói - Sarah Polley – Nyomás! - Jason Schwartzman – Okostojás - Dougray Scott – Örökkön-örökké - Julia Stiles – 10 dolog, amit utálok benned |
| Legjobb áttörő alakítást nyújtó színész | Legjobb filmzene |
| - Sandra Bullock – Mint a hurrikán - Leonardo DiCaprio – Sztárral szemben - Joseph Gordon-Levitt – 10 dolog, amit utálok benned - Lisa Kudrow – Nem ér a nemem! - Ewan McGregor – Star Wars I. rész – Baljós árnyak - Ryan Phillippe – Kegyetlen játékok - Jason Schwartzman – Okostojás - Reese Witherspoon – Gimiboszi                                    | - Angyalok városa - 10 dolog, amit utálok benned - Bulworth - Nyomd a sódert! - Mocskos zsaruk - Kegyetlen játékok - Faculty - Az invázium - Rugrats mozi – Fecsegő tipegők - Prérifarkas Blues |
| Legviccesebb jelenet | Legundorítóbb jelenet |
| - Matt Dillon – Keresd a nőt! - David Krumholtz – 10 dolog, amit utálok benned - Natasha Lyonne és Marisa Tomei – Beverly Hills csórói - Jay Mohr és Scott Wolf – Nyomás! - Reese Witherspoon és Joan Allen – Pleasantville | - Cameron Diaz – Keresd a nőt! - Laura Harris – Faculty - Az invázium - Jennifer Love Hewitt – Még mindig tudom, mit tettél tavaly nyáron - Devon Sawa – Kéz őrület! - Henry Winkler – A vizesnyolcas                                                                                              |
| Legjobb szerelmes jelenet | Legjobb nyári film |
| - Rachael Leigh Cook és Freddie Prinze Jr. – A csaj nem jár egyedül - Joseph Fiennes és Gwyneth Paltrow – Szerelmes Shakespeare - Elizabeth Hurley ésMatthew McConaughey – ED TV - Heath Ledger és Julia Stiles – 10 dolog, amit utálok benned - Ryan Phillippe és Reese Witherspoon – Kegyetlen játékok                                                    | - Apafej - Amerikai pite - KicsiKÉM – Austin Powers 2. - A múmia - Sztárom a párom - Star Wars I. rész – Baljós árnyak - Tarzan - Wild Wild West – Vadiúj vadnyugat |

### Televízió
| Legjobb színész televíziós sorozatban | Legjobb színésznő televíziós sorozatban |
| --- | --- |
| - Joshua Jackson – Dawson és a haverok - David Boreanaz – Buffy, a vámpírok réme - Scott Foley – Felicity - Joseph Gordon-Levitt – Űrbalekok - James Van Der Beek – Dawson és a haverok - Barry Watson – Hetedik mennyország - Scott Wolf – Ötösfogat - Noah Wyle – Vészhelyzet              | - Sarah Michelle Gellar – Buffy, a vámpírok réme - Brandy – Moesha - Neve Campbell – Ötösfogat - Jennie Garth – Beverly Hills 90210 - Melissa Joan Hart – Sabrina, a tiniboszorkány - Jennifer Love Hewitt – Ötösfogat - Katie Holmes – Dawson és a haverok - Keri Russell – Felicity |
| Legjobb drámasorozat | Legjobb vígjátéksorozat |
| - Dawson és a haverok - Hetedik mennyország - Buffy, a vámpírok réme - Bűbájos boszorkák - Vészhelyzet - Felicity - Ötösfogat - X-akták | - Jóbarátok - Űrbalekok - Dharma és Greg - Házi barkács - Moesha - Sabrina, a tiniboszorkány - South Park - Azok a 70-es évek show - Két pasi meg egy csajszi |
| Legjobb áttörő alakítást nyújtó színész | |
| - Keri Russell – Felicity - Selma Blair – Zoe, Duncan, Jack and Jane - Rachael Leigh Cook – Dawson és a haverok - Scott Foley – Felicity - Topher Grace – Azok a 70-es évek show - Meredith Monroe – Dawson és a haverok - Laura Prepon – Azok a 70-es évek show - Scott Speedman – Felicity | |

### Zene
| Legjobb férfi zenész | Legjobb női zenész |
| --- | --- |
| - Ricky Martin - Ginuwine - Jay-Z - R. Kelly - Jordan Knight - Mase - Puff Daddy - Will Smith | - Brandy - Christina Aguilera - Mariah Carey - Faith Evans - Lauryn Hill - Monica - Britney Spears - Shania Twain |
| Legjobb együttes | Legjobb zeneszám |
| - TLC - 98 Degrees - Aerosmith - Backstreet Boys - Goo Goo Dolls - NSYNC - Smash Mouth - TRU | - "…Baby One More Time" – Britney Spears - "Doo Wop (That Thing)" – Lauryn Hill - "Genie in a Bottle" – Christina Aguilera - "I Don’t Want to Miss a Thing" – Aerosmith - "I Want It That Way" – Backstreet Boys - "Livin' la Vida Loca" – Ricky Martin - "Man! I Feel Like a Woman!" – Shania Twain - "Wild Wild West" – Will Smith |
| Legjobb album | Legjobb rapszám |
| - …Baby One More Time – Britney Spears - Astro Lounge – Smash Mouth - The Boy Is Mine – Monica - FanMail – TLC - Jordan Knight – Jordan Knight - The Miseducation of Lauryn Hill – Lauryn Hill - R. – R. Kelly - Vol. 2... Hard Knock Life – Jay-Z                                                               | - "My Name Is" – Eminem - "Get Ready" – Mase - "Hate Me Now" – Nas feat. Puff Daddy - "Holla Holla" – Ja Rule - "Hoody Hooo" – TRU - "Miami" – Will Smith - "Nigga What, Nigga Who (Originator 99)" – Jay-Z - "Wild Wild West" – Will Smith                                                                                          |
| Legjobb szerelmes szám | Legkiemelkedőbb zenész |
| - "I Don’t Want to Miss a Thing" – Aerosmith - "Angel of Mine" – Monica - "Because of You" – 98 Degrees - "I'll Never Break Your Heart" – Backstreet Boys - "Kiss Me" – Sixpence None the Richer - "Love Like This" – Faith Evans - "So Anxious" – Ginuwine - "When You Believe" – Mariah Carey, Whitney Houston | - 98 Degrees - Eminem - Lauryn Hill - Ja Rule - Jordan Knight - Jennifer Lopez - NSYNC - Britney Spears |
| Legjobb videóklip | Legjobb nyári szám |
| - "All I Have to Give" – Backstreet Boys - "…Baby One More Time" – Britney Spears - "Genie in a Bottle" – Christina Aguilera - "I Want It That Way" – Backstreet Boys - "Livin' la Vida Loca" – Ricky Martin - "My Name Is" – Eminem - "No Scrubs" – TLC - "Wild Wild West" – Will Smith                         | - "If You Had My Love" – Jennifer Lopez - "All Star" – Smash Mouth - "Beautiful Stranger" – Madonna - "Genie in a Bottle" – Christina Aguilera - "Hate Me Now" – Nas feat. Puff Daddy - "I Want It That Way" – Backstreet Boys - "Livin' la Vida Loca" – Ricky Martin - "Wild Wild West" – Will Smith                                |

### Egyéb
Forrás:
| Legszexibb férfi | Legszexibb nő |
| --- | --- |
| - Freddie Prinze Jr. - Ben Affleck - David Boreanaz - Matt Damon - Leonardo DiCaprio - Jordan Knight - Ricky Martin - Will Smith | - Jennifer Love Hewitt - Drew Barrymore - Kirsten Dunst - Sarah Michelle Gellar - Katie Holmes - Keri Russell - Britney Spears - Reese Witherspoon |
| Legjobb humorista | Legjobb férfi atléta |
| - Adam Sandler - Tim Allen - Darrell Hammond - Jay Leno - David Letterman - Rosie O'Donnell - Chris Rock - Robin Williams        | - Kobe Bryant - Andre Agassi - John Elway - Michael Jordan - Lennox Lewis - Mark McGwire - Joe Nieuwendyk - Tiger Woods                            |
| Legjobb női atléta | Legjobb férfi extrémsportoló |
| - Tara Lipinski - Cynthia Cooper - Steffi Graff - Mia Hamm - Michelle Kwan - Lisa Leslie - Picabo Street - Kristi Yamaguchi      | - Shaun Palmer - Tony Hawk - Andy Macdonald - Dave Mirra - Jonny Moseley - Travis Pastrana - Kelly Slater - Danny Way                              |
| Legjobb női extrémsportoló | Legjobb pankrátor |
| - Jennie Waara - Megan Abubo - Lisa Andersen - Layne Beachley - Tara Dakides - Dallas Friday - Nikki Stone - Picabo Street       | - Stone Cold Steve Austin - Goldberg - Hulk Hogan - Kevin Nash - The Rock - Sable - The Undertaker                                                 |
| Legjobb modell | |
| - Tyra Banks - Shalom Harlow - Mali - Sarah McNeily - Rebecca Romijn-Stamos - Kim Smith - Niki Taylor - Tyrese                   | |

## Műsorvezetők
A gálán az alábbi műsorvezetők működtek közre:
- 98 Degrees
- Aaliyah
- Jessica Alba
- Shiri Appleby
- Jason Behr
- Justin Berfield
- Adam Carolla
- Aaron Carter
- Rachael Leigh Cook
- Carson Daly
- Majandra Delfino
- Andy Dick
- Dr. Dre
- Brendan Fehr
- Jamie Foxx
- Bill Goldberg
- Kathy Griffin
- Hanson
- Melissa Joan Hart
- Katherine Heigl
- Jennifer Love Hewitt
- Hoku
- Ricki Lake
- Ananda Lewis
- Christopher Masterson
- Jeremy McGrath
- Pink
- Freddie Prinze Jr.
- Keri Russell
- Leelee Sobieski
- Erik Per Sullivan
- Michelle Trachtenberg
- Usher
- Vitamin C
- Paul Walker
- Michael Weatherly
- Kerry Washington

## Fordítás
- Ez a szócikk részben vagy egészben  a(z)   1999 Teen Choice Awards című angol Wikipédia-szócikk fordításán alapul.  Az eredeti cikk szerkesztőit annak laptörténete sorolja fel. Ez a jelzés csupán a megfogalmazás eredetét és a szerzői jogokat jelzi, nem szolgál a cikkben szereplő információk forrásmegjelöléseként.